# Lon Chaney Jr.

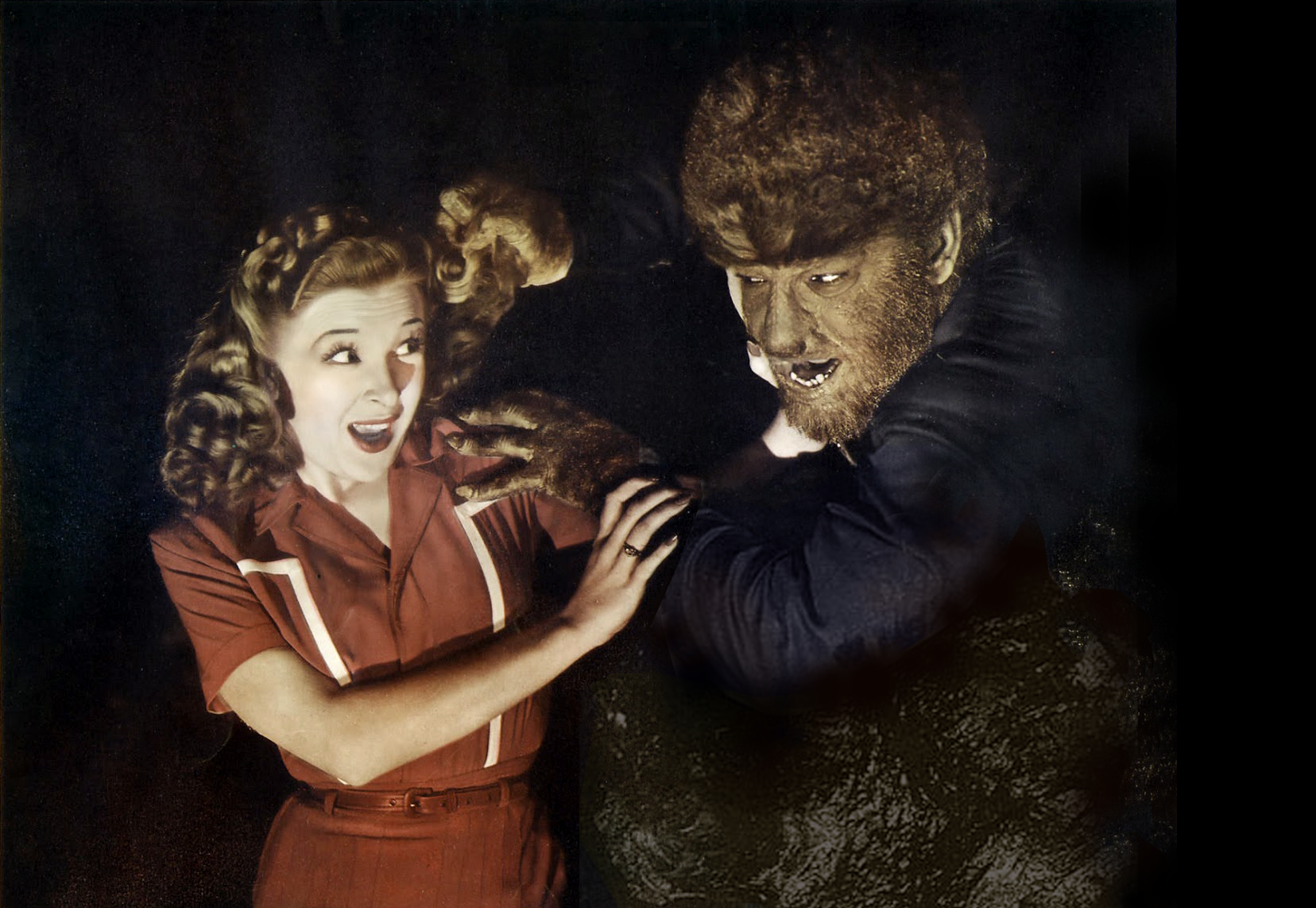
Tarjeta promocional de El hombre lobo, 1941.

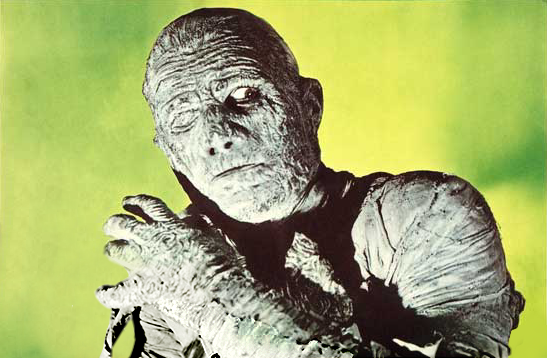
Tarjeta promocional de El fantasma de la momia, 1944

Creighton Tull Chaney, conocido como Lon Chaney Jr. (10 de febrero de 1906-12 de julio de 1973), fue un actor estadounidense, conocido por sus papeles en películas de monstruos y por ser el hijo de Lon Chaney.

## Biografía
Chaney nació en Oklahoma City, Oklahoma y murió en San Clemente, California. Trabajó duro para evitar estar a la sombra de la fama de su padre. Su primera aparición en una película fue una breve aparición sin acreditar en Girl Crazy en 1932, y su primer trabajo importante, aún sin ser el protagonista, lo realizó para Ave del paraíso (1932), de Dolores del Río.  A partir de 1935 empezó a usar el nombre de Lon Chaney Jr. como estrategia comercial.
En 1941, Chaney interpretó al personaje epónimo en la versión de El hombre lobo para Universal Pictures, una caracterización que le marcaría para el resto de su vida. Durante los años siguientes llevó a cabo una carrera en las películas de terror de la Universal, repitiendo el papel de "Hombre Lobo" en Frankenstein Meets the Wolf Man, House of Frankenstein, La mansión de Drácula y Abbott and Costello Meet Frankenstein; el de monstruo de Frankenstein en The Ghost of Frankenstein; el de Kharis la momia en The Mummy's Tomb, The Mummy's Ghost y The Mummy's Curse, y el de Drácula en Son of Dracula. Universal también le asignó series de misterios parapsicológicos y papeles en películas del Oeste. Tras dejar el estudio, trabajó de forma esporádica, en parte por su encasillamiento en papeles de terror, en parte por sus problemas de alcoholismo, y en parte por el cáncer de garganta que le afectó durante los últimos años de su vida -- la misma enfermedad que acabó con la vida de su padre. Debido a ese cáncer, su último papel consistió en un asistente mudo del doctor Frankenstein en Dracula vs. Frankenstein (1971).
Sin duda su mejor actuación la dio al interpretar a Martin Howe en High Noon, en 1952. Se le considera como uno de los grandes actores clásicos del cine de terror de la Universal, junto a Boris Karloff (como el monstruo de Frankenstein y La Momia) y Béla Lugosi (como Drácula).

## Filmografía
- Of Mice and Men (1939) de Lewis Milestone
- Policía montada del Canadá (1940) de Cecil B. DeMille
- Hace un millón de años (1940) de Hal Roach y Hal Roach Jr.
- El hombre lobo (1941) de George Waggner
- El fantasma de Frankenstein (1942) de Erle C. Kenton
- La tumba de la momia (1942) de Harold Young
- Frankenstein Meets the Wolf Man (1943) de Roy William Neill
- Weird Woman (1944) de Reginald Le Borg
- El fantasma de la momia (1944) de Reginald Le Borg
- House of Frankenstein (1944) de Erle C. Kenton
- La maldición de la momia (1945) de Leslie Goodwins
- La mansión de Drácula (1945) de Erle C. Kenton
- Abbott and Costello Meet Frankenstein (1948) de Charles Barton
- La novia del gorila (Bride of the Gorilla) (1951) de Curt Siodmak
- El castillo del ogro (1952) de Nathan Juran
- El hombre indestructible (1956) de Jack Pollexfen
- La casa del terror (1959) de Gilberto Martínez Solares
- El palacio de los espíritus (1963) de Roger Corman
- Face of the Screaming Werewolf (1964) de Gilberto Martínez Solares, Rafael Portillo y Jerry Warren
- Witchcraft (1964) de Don Sharp
- Spider Baby (1968) de Jack Hill
- Dracula Versus Frankenstein (1971) de Al Adamson